# 仁和村 (屏東縣)
22°26′05″N 120°30′49″E / 22.4347013°N 120.5137206°E
仁和村位於臺灣屏東縣林邊鄉；北臨永樂村，南接光林村，東靠中林村，西連田厝村。位於林邊鄉的核心位置，屬於林邊鄉十個村當中的內五村之一，林邊車站位於此。屬於熱帶季風氣候，居民產業以農業及養殖漁業為主。

## 歷屆村長
- 前任：戴興新
- 現任：盧麗美[1]

## 地方性組織

### 屏東縣仁和關懷協進會
於2006年12月21日成立，為非以營利為目的的社會團體，以愛鄉惜村、發展鄉土人文、研發創意產業、經營永續空間、關懷弱勢、提昇居民高品質生活為宗旨。曾於102年榮獲社團類國家環境教育獎。

### 代天府
主祀池府千歲，原本奉祀於民家，民國八十五年十二月（農曆十一月）發起購地建廟，並於民國八十八年十一月十四日竣工，如今為仁和村的地方公廟，同時也是仁和村的集會所。

## 交通

### 鐵路
臺灣鐵路管理局
- 屏東線
  - 林邊車站

### 公路
省道
- 台17線

鄉道
- 屏128線

客運站
- 客運9117、9188仁和國小站

## 教育

### 國民小學
- 屏東縣林邊鄉仁和國民小學 （页面存档备份，存于）

## 旅遊

### 苦伕寮
苦伕寮是鐵路工人休息、放置工具與上班派工的地方，鐵路局稱之為「道班工房」。林邊苦伕寮位於林邊車站北方，為鐵路局編號第129號。建於日治時期（1940年），為木造日式黑瓦建築。1945年被美軍炸彈夷平。旋即重建，一直使用到民國84年。原道班房被炸重建，迄今已有50年的歷史，樑柱、牆壁、屋瓦都有腐爛現象，成為危險建築物，遂新建水泥辦公室。苦伕寮因閒置，缺乏維護，慢慢受白蟻銹蝕腐朽。周圍環境呈髒亂荒涼的景象，無人看管。甚至成為垃圾場，病媒蚊孳生。民國88年仁和村戴新興村長，請鄉公所發函，同意仁和村認養該場所，旋獲回函敬表歡迎。幾經各項公文書往返及經費籌湊。復與樹德科技大學古蹟專家盧建銘教授、蔡文彬研究生及他的學生們研究規畫。而於90年11月25日舉行整修祭典。91年8月開始每週六、日進行工作。依古蹟重建要領於92年1月將舊建物拆除完畢，2月開始重建，10月祭謝土神，12月13日舉行落成慶典。這塊綠地為鐵路局所有，開放民眾認養維護，並闢為鐵道睦鄰公園。

### 仁和湖
原本為一整片的稻田、菱角田，但因為長期的超抽地下水而地層下陷，導致後來長期積水不退而成為了現今的模樣，因此被當地人稱之為仁和湖。

## 特產
- 黑珍珠蓮霧

## 相關連結
- 鐵道的盡頭-苦伕寮- 317林邊故事鄉 （页面存档备份，存于）
- . 台灣社區通.   [2017-09-24]. （原始内容存档于2017-09-25）.
- 林邊鄉公所-村長專區 - 屏東縣政府 （页面存档备份，存于）
- 屏東縣林邊鄉代天府 （页面存档备份，存于）